# Стокап
Стокап (на руски: Стокап) (Ниши-Хитокапу) е активен стратовулкан в южната част на остров Итуруп, принадлежащ към веригата на Южните Курилски острови, Сахалинска област, Русия. Разположен е в югозападната част на хребета Богатир. Островът се намира на 230 км от Хокайдо и е обект на териториален спор между Русия и Япония. В съответствие с Конституцията на Руската федерация, островът е част от територията на Русия, а според административно-териториалното деление на Япония той е част от окръг Немуро, префектура Хокайдо в Япония.

## Описание
Вулканите на хребета Богатир имат еднаква история. Тя започва от предледниковия период и преминава през Холоцена, а изригванията през този период са със сходен характер. Изхвърлянето на лава става от съвсем близко разположени, твърде малки вулканични конуси. Единственото изключение прави югозападния член на тази група – Стокап, който най-вероятно действа като стратовулкан още от самото начало.
Стокап е сложен, активен стратовулкан с лавов купол и две групи млади вулканични конуса. Издига се на надморска височина 1634 м и е най-високият връх на острова. Корпусът му е изграден от базалто-андезит, андезит и малки количества дацит. Фенокристалите са изградени от лабрадор, хиперстен и авгит. Рядко се среща и оливин. В някои тънки жили се забелязват много едри зърна от плагиоклаз и хиперстен. Наблюдават се и по-финозърнести минерални структури, в които са вградени по-големи зърна и кристали, смесени с естествено вулканично стъкло.
Освен централния лавов купол, към Стокап принадлежат още 8 – 10 пирокластични конуса и експлозивни кратери, в най-големия от които е разположено вулканично езеро. Някои от тях са образувани през късния плейстоцен, а други – през холоцена. Стокап лежи на висока, плейстоценова основа, чиято заледена повърхност е покрита с потоци от лавата на вулкана. Те достигат както до Тихия океан, така и до Охотско море.

## Активност
Няма информация за изригвания през последните 10 000 години, но вулканът е бил активен през холоцена. Днес се наблюдава само слаба термална активност по източния склон.